# 祜塞
祜塞（穆麟德轉寫：Hūse；1628年3月3日—1646年3月22日），愛新覺羅氏，追尊清太祖努爾哈赤之孙，禮烈親王代善第八子。

## 生平
祜塞生于天聰二年正月二十八（1628年3月3日）。順治二年（1645年），祜塞被封為鎮國公。順治三年二月初六（1646年3月22日），祜塞逝世。由次子精濟承襲爵位。順治十年（1653年）朝廷以傑書爵為郡王而追封祜塞為康郡王，謚「惠順」。順治十六年（1659年），其兄滿達海被追論前過，削其謚號，降爵為貝勒；禮親王一系由滿達海之子常阿岱轉由祜塞第三子傑書承襲，並改封為康親王（因傑書襲爵前為康郡王），祜塞在康熙元年（1662年）三月被追封為惠順親王。

## 其他
祜塞的兄弟克勤郡王岳讬、颖毅亲王萨哈璘在清朝入关战争中都有战功，只有祜塞因为年幼没有参与军事，但是天生神力，众人难以对敌。祜塞长有胡子数十束，人们都感觉惊异。顺治年间，喀尔喀蒙古的使者前往京城，与皇帝亲近的大臣进行布库比试，清朝的臣子没人能击败他。祜塞听说后，向父亲代善请求，装扮成护卫进入朝廷，混杂在众人中，喀尔喀的使者与祜塞摔跤，随手就被摔在地。顺治帝大喜，赐给祜塞无数赏赐，当时祜塞刚刚年过弱冠。祜塞后来曾经对人说：“人间特别寂寞烦恼，不及诸天欢乐。”代善惊讶觉得不吉利，没过一年，祜塞就去世了。

## 家族

### 父母
- 禮烈親王代善
- 繼福晉葉赫納喇氏[1]

### 妻妾
- 嫡福晉科爾沁博爾濟吉特氏[1]
- 媵妾他塔喇氏[1]

### 儿子
- 阿林，母媵妾他塔喇氏[1]
- 懷愍郡王精濟，母嫡福晉科爾沁博爾濟吉特氏[1]
- 康良親王傑書，母嫡福晉科爾沁博爾濟吉特氏[1]